# Désiré-Magloire Bourneville
Désiré-Magloire Bourneville (Garencières, Eure megye, 1840. október 20. – Párizs, 1909. május 28.) francia orvos, pszichiáter, gyógypedagógus, az oligofrénpedagógia egyik neves művelője. Egy ritka betegség, a sclerosis tuberosa (Pringle–Bourneville-kór) felfedezője.

## Életpályája
Több ismert francia pszichiáter és neurológus (pl. Jean-Martin Charcot /1825-1893/) tanítványa volt. Már fiatalon megjelentek első munkái epilepsziásokról (1861), idiótákról (1864). A porosz–francia háborúban és a párizsi kommün idején önkéntes orvosi szolgálatot vállalt a harcok helyszínein, nem engedte, hogy sebesült betegei az ellenséges indulatok áldozatává váljanak.
Mint szakíró rendkívül termékeny volt, mintegy 300 munkát publikált, főként folyóiratokban. 1873-ban maga is orvosi folyóiratot alapított Le Progrès Medical címen. E mellett tanítómesterei műveinek kiadásában is tevékenyen közreműködött.
Mint pszichiáter ismerte meg a párizsi elmegyógyintézetekben értelmi fogyatékosok számára működő iskolákat, osztályokat és fordult figyelme gyógyító-nevelésügyük felé. 1879-ben meghívást kapott Bicêtre-be, az elmegyógyintézetbe. Az ott Édouard Séguin által 1848-ig vezetett értelmi fogyatékosok iskolájában Séguin távozása után fokozatosan mellőzték a nagy előd hagyatékát, a szakmai munka elszürkült, sőt a gyermekeket és felnőtteket ismét együtt tartották, és büntették, bántalmazták őket.
Bourneville felelevenítette és könyvsorozatban kiadta (1891-től) valamennyi „orvosi-pedagógiai” úttörő előd munkásságát, és a hagyatékok őrzésére múzeumot is alapított. Bourneville az intézményt átszervezte, bővítette. A mintaszerűen felszerelt, 500 személy befogadására alkalmas új épületben 3 csoportfokozat működött:
- 1. az első csoportba járni, szükségleteiket jelezni nem tudó fogyatékosok is kerültek. Utánzás útján enni, mozogni, járni, elemi szükségleteik jelzésére tanították őket.
- 2. a „kis-iskolások” csoportjában az érzékszervek és mozgás gyakorlása révén a környezetet megismerni és beszélni tanultak.
- 3. a „nagyiskolások” csoportjában táncolni, énekelni, zenélni, valamint elemi ismeretekre és különböző munkamozzanatokra tanítottak.

Ifjúkorban az intézményben maradók sokféle műhelyben dolgozhattak, keresetükkel és szabad idejükkel önállóan rendelkezhettek. Bourneville munkásságát a századfordulón a súlyos és középsúlyos fokban értelmi fogyatékosok számára intézetet alapítók (pl. Németországban és Oroszországban) különösen nagyra értékelték. Az enyhén értelmi fogyatékosok számára ő is kisegítő iskola felállítását szorgalmazta.

## Fontosabb munkái
- De l'inégalité du poids entre les hémisphères cérébraux chez les épileptiques. Paris, 1861
- De la condition de la bouche des idiots. Paris, 1864
- Recherches cliniques et thérapeutiques sur l'épilepsie, l'hystérie et l'idiotie. Paris, 1880
- Manuel pratique de la garde-malade et de l'infirmière / publié par le Bourneville. 6. éd. Paris : Progrès Médical, 1897 (Egy példányát a PTE könyvállományában őrzik, Farkas László budapesti sebész főorvos /1846-1922/ hagyatékából származik)